# 华盛顿杜勒斯国际机场站
华盛顿杜勒斯国际机场站是美國华盛顿地铁設于弗吉尼亚州勞登縣华盛顿杜勒斯国际机场的车站，屬於银线。车站原计划于2018年启用，在经过4年的延误后最终于2022年11月15日开通。车站最初被规划为地下车站，但后被修改为在机场1号停车楼旁修建高架车站。
车站和杜勒斯机场主航站楼行李提取层通过地下通道连接。该地下通道原先被用为航站楼和停车场的连接通道。